# Archebuleus
Der Archebuleus (griech. Archebouleion, daher auch Archebuleum) ist in der antiken Verslehre ein nach dem hellenistischen Dichter Archebulos benannter relativ seltener äolischer Vers mit dem metrischen Schema
◡◡—◡◡—◡◡—◡◡—◡——
Der Vers besteht nach Hephaistion aus 4 Anapästen und einem Bacchius (an4+ba), jedoch würden die ersten beiden Kürzen auch durch eine Länge bzw. eine einzelne Kürze ersetzt erscheinen, man hat also eigentlich Anzeps am Anfang:
×—◡◡—◡◡—◡◡—◡——
Der einzige von Archebulos überlieferte Vers ist eventuell nicht echt und wird zitiert, um das Versmaß zu demonstrieren.
Stichisch verwendet findet sich der Vers bei Kallimachos.